# Bán Ferenc (építész, 1940)
Bán Ferenc DLA (Tokaj, 1940. szeptember 17. –) a Nemzet Művésze címmel kitüntetett, Kossuth-díjas magyar építész, a kortárs magyar építészet egyik legprogresszívabb alakja. Kelet-Magyarország építészetének emblematikus figurája. Tokaji nyaralóját a kortárs nemzetközi építészet műveként is számon tartják.

## Vallomások
„Idősebb nővérem kórházban töltötte fél életét. A szerető féltés, amellyel körülvettük, növelte az összetartozás érzését. Életem legnehezebb időszaka az Ő korai kínhalála volt. Fiatalabbik bátyám öngyilkosságát is nehéz volt túlélni. Idősebbik bátyám is aránylag fiatalon halt meg. Testvéreim, és sógornőim korai halála miatt van talán, hogy magamnak már nem tulajdonítok túlzott jelentőséget…
Megvetem a fecsegést. A hallgatni tudás kevesek kiváltsága… A fecsegő ember munkájában is szertelen. Az építészet nem tűri a fecsegést Véletlenül lettem építész. Lemondva művészkedő álmaimról a Tiszán dolgoztam hajópakolóként. Motorcsónakkal táviratot hoztak. A Képzőművészeti Főiskola átirányította Önt a BME Építészmérnöki karára, holnap reggel 8-kor meghallgatásra jelentkezzen. A kihúzó vonat utolsó kocsi lépcsőjére sikerült még felugranom, a tokaji állomáson. Ezen múlott csak tanulni nem szerettem, de azt következetesen. Az egyetemi öt évet is átlinkeskedtem. Utóvizsga rekorderként jó-tanulóék nem fogadtak be. Baráti köröm évhalasztó, évismétlő, túlkoros építészhallgatókból állt. Kocsmáztunk, vagonpakolással, segédmunkával, hómunkával kerestük a rávalót. Az volt a baj, hogy ők okosabbak voltak és tehetségesebbek….”

## Életpályája
Bán Ferenc 1959-ben iratkozott be Budapesti Műszaki Egyetem Építészkarára és 1964-ben szerzett építészmérnöki oklevelet. Rövid ideig kivitelezőként dolgozott. 1966-1990-ig a NYÍRTERV-ben (Szabolcs-Szatmár Megyei Tanácsi Tervező Iroda) dolgozott tervezői majd később főépítészi beosztásban. Ez időszak kiemelkedő és megvalósult munkái a Nyíregyházán felépült MITÁSZ székház (1974-1978), a Művelődési ház (1979-1982), a Szakszervezeti-székház (1983-1985) és a Mátészalkai Városháza (1980-1985). 1973-75: között elvégezte Magyar Építőművészek Szövetsége Mesteriskoláját. Mestere Plesz Antal volt. A rendszerváltás idején gyakorlatilag széthullott a NYÍRTERV, amikor – többekkel együtt kilépett belőle – Bán Ferenc néhány társával együtt megalakította „A”STÚDIÓ’90’ Kft.-t. mely jelenleg is a város legeredményesebb tervezőcsoportja. Első jelentős tevékenységük volt hogy 1997-ben elnyerték a budapesti Nemzeti Színház tervpályázatát, és a kiviteli terveket is elkészítették, annyira, hogy a kivitelezés is elkezdődött az Erzsébet téren. Sajnálatos, hogy ezen építkezést leállították és nem valósult meg az épület . A Kft. ma is sikeresen működik. Ezt igazolja azóta felépült épületek sokasága, többek között Bán Ferenc tokaji lakóháza (2000), a Saxum lakópark (2002), a nyírbátori Kulturális Központ (2004), stb.
Bán Ferenc tanított a pécsi Pollack Mihály Műszaki Főiskolán, a Magyar Építőművészek Szövetsége mestertanára. 1992-től a Magyar Művészeti Akadémia tagja, Címzetes egyetemi tanár.
„Tudomásul kell vennem, hogy mutáns vagyok. Márpedig a túlélés egyetlen garanciája a mutáció. A mutánsok közül kerülnek ki és szaporodnak el a megváltozott feltételek között is életképes generációk alapítói. Ezért nem érdekel, ha ferde szemmel néznek. Elkéstek. Már túl sokat fertőztem. Vannak fiatalok, akik akaratom ellenére követnek.” (2) Bán

## Díjak, kitüntetések
- Pro Urbe-díj (1984)
- Ybl Miklós-díj (1986)
- Kossuth-díj (1994)
- Pro Architectura-díj (1997) [3]
- A Magyar Köztársasági Érdemrend középkeresztje /polgári tagozat/ (2003)
- Molnár Farkas-díj (2004)[4]
- Prima Primissima díj (2004)
- A Nemzet Művésze (2016)

## Főbb művei

### Épületek

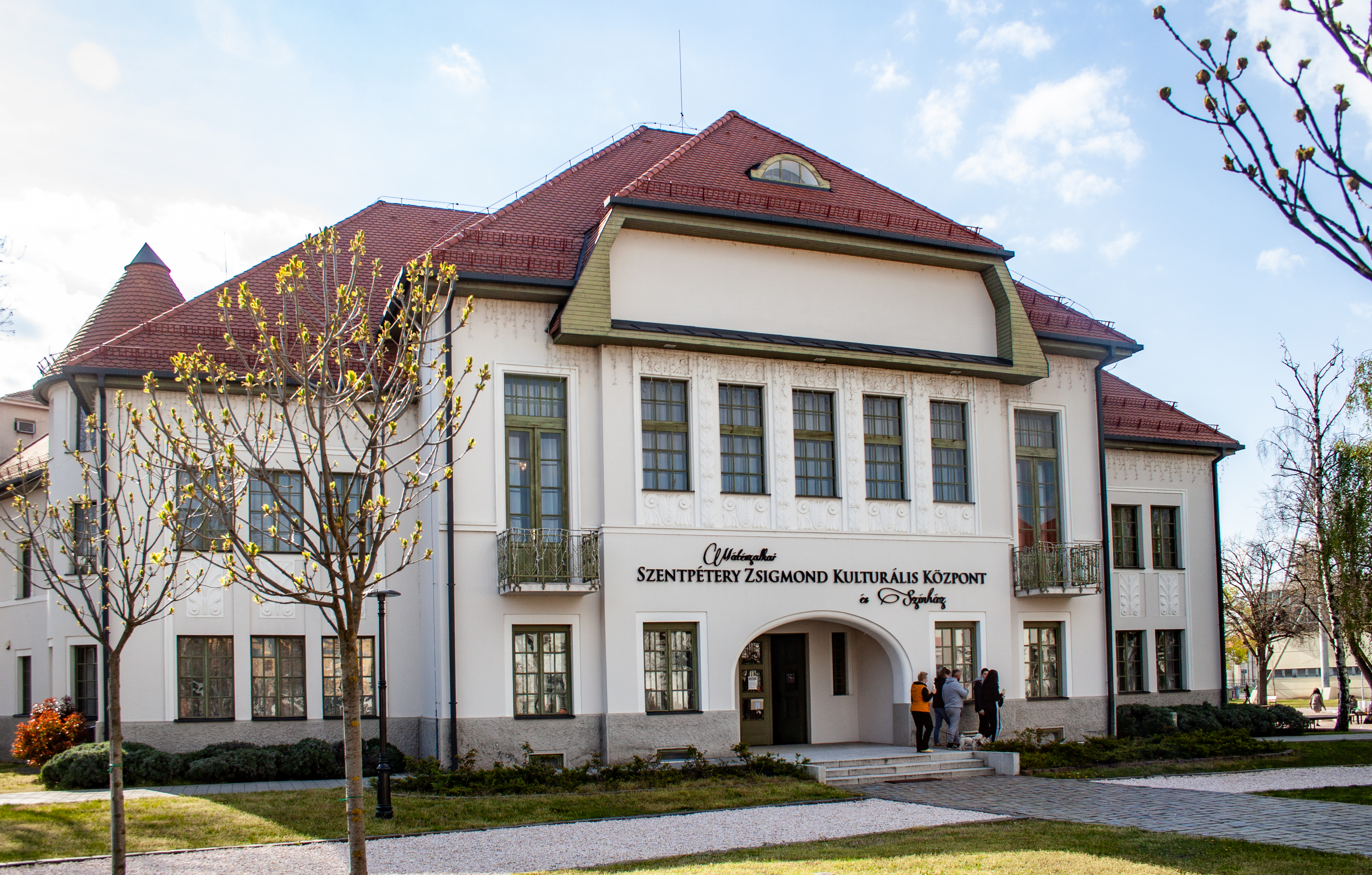
A mátészalkai Szentpétery Zsigmond Kulturális Központ és Színház

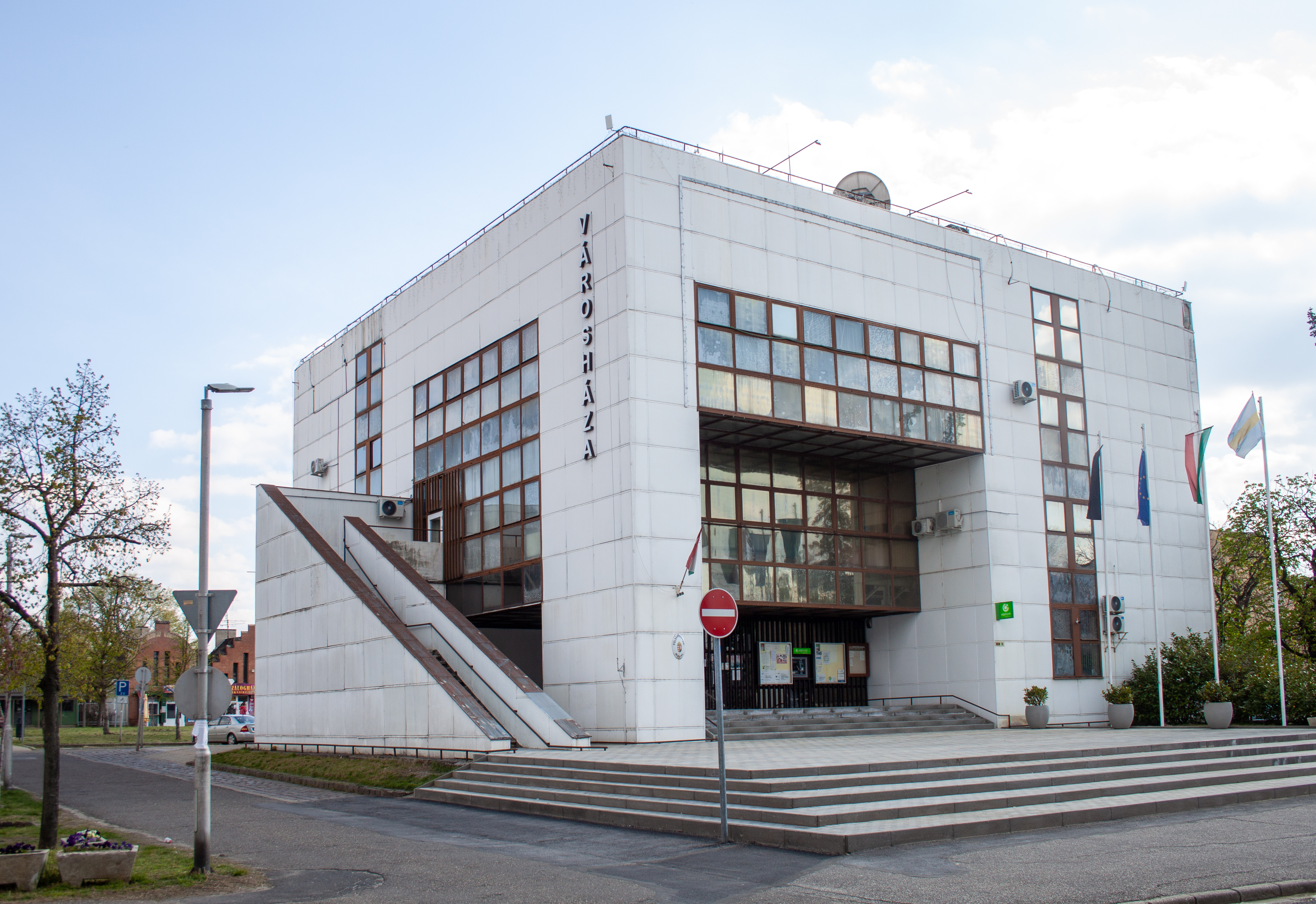
A mátészalkai városháza

- 1974-78 MITÁSZ székház, Nyíregyháza
- 1979-82 Művelődési Ház, Nyíregyháza
- 1980-85 Városháza, Mátészalka, Hősök tere 4
- 1983-85 Szakszervezeti székház, Nyíregyháza
- 1986-88 Kulturális és Művészeti Központ, Mátészalka, Kölcsey u. 2
- 1987-89 Városháza, Tiszavasvári Városháza tér 4 [5]
- 1987 uszoda, Záhony
- 1990 napenergia-ház, Nyíregyháza
- 2000 Bán Ferenc lakóháza Tokaj. Bodrogkeresztúri út 6/a
- 2000 Nyíregyháza, Jókai és Nagy Imre tér beépítése, 1. változat (László Zoltánnal)
- 2001 Nyíregyháza, Jókai és Nagy Imre tér beépítése, 2. változat (László Zoltánnal)
- 2002 Nyíregyháza, Benkei László társasháza
- 2002 Nyíregyháza, Jókai tér beépítése, 3. változat
- 2002 Nyíregyháza, Saxum lakópark (Balázs Tiborral)
- 2003 Nyíregyháza, Jókai és Nagy Imre tér beépítése, 4. változat (Balázs Tiborral)
- 2004 Kisvárda, Művészetek Háza (elvi engedélyezési terv)
- 2004 Nyírbátor, Kulturális Központ
- 2008 Korzó Bevásárló és Szolgáltató Központ. Nyíregyháza

### Tervpályázatok (önállóan és munkatársakkal)
- 1989. NEMZETI SZÍNHÁZ – II. DÍJ
- 1990. SEVILLAI VILÁGKIÁLLÍTÁS, MAGYAR PAVILON – II. DÍJ
- 1990. BUDANOVA TELEPORT CENTER – MEGVÉTEL
- 1992. PÁRIZSI UNIESCO SZÉKHÁZ ELŐTTI MAGYAR PAVILON – I. DÍJ
- 1992. KÖZÉPEURÓPAI EGYETEM – II. DÍJ
- 1992. ECOPOLIS IDEÁK RIO de JANEIRO
- 1992. HAJDÚBÖSZÖRMÉNY VÁROSKÖZPONT RENDEZÉSE – II. DÍJ
- 1992. ÚJ EGYETEMI KÖZPONT
- 1992. EXPO ’96 BUDAPEST PESTI DUNAPART BEÉPÍTÉSE – I. DÍJ
- 1993. EUROPA HOTEL BUSSINESS CENTER – I. DÍJ
- 1994. EXPO ’96 BUDAPEST SPORT ÉS KULTURÁLIS CENTRUM – III. DÍJ
- 1996. VÁROSI SPORTCSARNOK TISZAÚJVÁROS
- 1995. DEBRECENI UNIVERSITAS CAMPUS BEÉPÍTÉSI TERVE – MEGVÉTEL 1995
- 1996. EXPO ’98 LISSZABON MAGYAR PAVILON
- 1996. TRAUMHAUSER – ÁLOMHÁZAK
- 1997. KOSSUTH LAJOS TUDOMÁNYEGYETEM DEBRECENI UNIVERSITAS 600 FÉRŐHELYES KOLLÉGIUM – I. – II. DÍJ
- 1997. NEMZETI SZÍNHÁZ – I. DÍJ. (László Zoltánnal, Balázs Tiborral, Kajáti Attilával, Gáva Attilával)
- 1998. BUDAPEST CLARK ÁDÁM TÉR BEÉPÍTÉSE I. DÍJ
- 2000. HANOVERI EXPO. MEGVÉTEL
- 2002. NYÍREGYHÁZA SAXUM LAKÓPARK I. DÍJ (Balázs Tiborral)
- 2002. BUDAPEST ÁLTALÁNOS ÉRTÉKFORGALMI BANK REKONSTRUKCIÓJA

### Egyéni kiállítások
- 1985 Bercsényi Kollégium, Budapest
- 1991 Budapest Galéria, Budapest • Prága • Ljubljana

### Válogatott csoportos kiállítások
- Műcsarnok, Budapest, Szófia, München, London, Madrid, New York

### Magyar folyóiratok, kiadványok
- MÉ 1972/6, MÉ 1973/1, MÉ 1974/6, MÉ 1978/2, MÉ 1978/5, MÉ 1980/4, MÉ 1978/2, MÉ 1978/5, MÉ 1980/4, MÉ 1987/4-5, MÉ 1988/2, MÉ 1989/4, MÉ 1990/3-4 MÉ 1990/5, MÉ 1991/1, MÉ 1991/3, MÉ 1992/4, MÉ 1992/6, MÉ 1993/3-4, MÉ 1999/4, 11. o.
- Új MÉ 2001/1
- Művészet 1974/12, Művészet, 1988 11-12
- OPEION 1982. április
- Kritika 1984/2, Kritika, 1989/4
- Művészet 1986/12
- Delta-Impulzus 1989. március
- Bán Ferenc kiállítása. Budapest Galéria. 1990, katalógus
- ORSZÁGÉPÍTŐ 1995/1, ORSZÁGÉPÍTŐ 2001/2 melléklete
- Nemzeti Színház tervpályázat, Budapest, 1997, Gyorsjelentés Kiadó Kft.
- Café Bábel 1997/2
- Iparművészet 1997/3
- Magyar Hírlap, 1998 ősz
- Beszélő 2000. március
- N&n Galéria, Bán Ferenc és munkatársai, kiállítás 2001. szeptember

### Külföldi folyóiratok, kiadványok
- CLOVJEK I POSZTO 1978/3
- ARCHITESE 1983/5-6
- INTERARCH 1983
- L’ ARCHITECTURE D’AJOURD’HUI 1991
- AB 1991/12
- DER ARCHITECT 1991/12
- 581 ARCHITECT IN THE WORLD – JAPAN 1995

### Tallózás az Interneten
- Tizenkét kőmíves: Bán Ferenc (ÉPÍTÉSZFÓRUM) 2008, január 18 – 15:04
- A nyíregyházi Váci Mihály Kulturális Központ rekonstrukciója. (ÉPÍTÉSZFÓRUM 2009. január 30. Archiválva 2009. december 1-i dátummal a Wayback Machine-ben
- Bán Ferenc, Molnár Farkas díjas építész
- Két Golobis függ. Villa Tokajban, épült 2000-ben. Építész: Bán Ferenc. (ÉPÍTÉSZFÓRUM.)
- BÁN FERENC SZÍNHÁZA (ÉPÍTÉSZFÓRUM) Egy terv felidézése 2009
- MÁTÉSZALKA MŰVELŐDÉSI HÁZ (1988) Archiválva 2013. december 10-i dátummal a Wayback Machine-ben
- TERASZ.HU  Archiválva 2020. szeptember 27-i dátummal a Wayback Machine-ben
- kém. 3. előadás 2009. február 24.[halott link]